# Minimum quantity order
Minimum quantity order is een Engelse term die gehanteerd wordt in de handel in effecten. Het is een van de uitvoeringscondities die mogelijk is op de Nederlandse beurs.
De minimum quantity order is een order die alleen zal worden uitgevoerd als er een bepaalde minimale hoeveelheid aandelen aangeboden/afgenomen wordt. Het is eigenlijk een soort van fill and kill order, met als aanvullende voorwaarde de minimale hoeveelheid. Wordt de minimale hoeveelheid niet gehaald, dan vervalt de order automatisch, de order komt niet in het orderboek terecht.